# Мстислав I
Мстислав I Владимирович Велики е велик княз на Киевска Рус от 1125 до 1132 г.. Той е най-голям син и наследник на великия княз Владимир Мономах и неговата съпруга Гита Уесекска (дъщеря на английския крал Харолд II). В скандинавските саги Мстислав е известен под името Харалд – по името на дядо си.
Наследен е от брат си Ярополк II. 

## Биография
Преди да стане велик, княз Мстислав Владимирович управлява в Новгород (1088 – 1093 и 1095 – 1117), Ростов (1093 – 1095) и Белгород на Днепър (1117 – 1125). Той прекарва живота си в постоянни войни с куманите (1093, 1107, 1111, 1129), чичо си Олег Светославич (1096), естонците (1111, 1113, 1116, 1130), княза на Полоцк (1127, 1129) и с Литва (1131).
През 1095 Мстислав се жени за Кристина, дъщеря на Инге Стария, крал на Швеция. Двамата имат много деца:
1. Ингеборг Киевска, женена за Канут Лавард и майка на датския крал Валдемар I
2. Малмфрид, женена за норвежкия крал Сигурд I Кръстоносеца, а след това за датския крал Ерик II
3. Ирина (наричана още Евпраксия или Добродея), женена за Алексий Комнин, син на византийския император Йоан II Комнин
4. Всеволод, княз на Новгород
5. Агатия (Мария), женена за киевския велик княз Всеволод II
6. Изяслав II, велик княз на Киев
7. Ростислав, велик княз на Киев
8. Святополк, княз на Новгород
9. Рогнеда, женена за волинския княз Ярослав
10. Ксения, женена за изяславълския княз Брячислав

Кристина умира на 18 януари 1122. По-късно през същата година Мстислав се жени отново за дъщерята на Дмитрий Завидич от Новгород. Техните деца са:
1. Владимир Мстиславич
2. Ефросина Киевска, женена за унгарския крал Геза II